# Chance Comanche
Chance Comanche, né le 14 avril 1996 à Los Angeles en Californie, est un joueur américain de basket-ball évoluant au poste de pivot.

## Biographie
Non sélectionné à la draft NBA de 2017, Chance Comanche signe au Hustle de Memphis, une équipe de G-League affiliée aux Grizzlies de Memphis, en octobre. Lors de sa première saison professionnelle, Comanche accumule 9,2 points et 5,4 rebonds par match.
En janvier 2019, il est transféré au Charge de Canton en échange de Jordan Mathews (en) et d'un second tour de draft 2019.
Le 9 avril 2023, il signe un contrat de 10 jours en faveur des Trail Blazers de Portland.
En décembre 2023, Comanche est inculpé par la police de Las Vegas pour le meurtre de Marayna Rodgers commis ce mois-ci. Comanche est licencié par les Kings de Stockton.